# Список эпизодов мультсериала «Лига справедливости»
Лига справедливости (англ. Justice League), позже Лига справедливости: Без границ (англ. Justice League Unlimited) — американский сериал по мотивам комиксов компании DC Comics о команде супергероев, борющихся со злом в мире. Оригинальный показ мультсериала проходил с 2001 по 2006 год на канале Cartoon Network. После второго сезона название мультсериала изменилось на «Лига справедливости: без границ», кроме того, изменилась заставка, команда героев была значительно расширена. Также был изменён формат повествования: один сюжет на одну серию. Официально на русский переведены только 1 и 2 сезоны Justice League, но существует как минимум 4 перевода Justice League Unlimited любительскими студиями.

## Лига Справедливости

### Сезон 1 (2001—2002)
| # | Название                  | Оригинальное название  | Дата первого показа |
| 1-2-3 | Тайны происхождения       | Secret Origins         | ноябрь 17, 2001     |
| --- | ------------------------- | ---------------------- | ------------------- |
| Американская экспедиция на Марс случайно освобождает заточённое на планете древнее зло. Армия агрессоров обрушивается на Землю. Спешно добывая информацию о вторжении, Бэтмен и Супермен освобождают пленённого на военной базе марсианина Дж’онна Дж’онзза, который объясняет, что нападающие являются не марсианами, а их врагами из более далекого мира. В древней космической войне были фактически уничтожены обе расы. Он, последний из марсиан, лично опечатал гробницу имперцев в далеком прошлом. Теперь он телепатически вызывает героев, способных помочь в войне — Диану, Орлицу, Флэша и Зелёного Фонаря. Вместе они разрушают биомеханические установки и уничтожают владыку имперцев. Остановив вторжение, герои решают объединиться в Лигу Справедливости для защиты Земли от новых опасностей. |                           |                        |                     |
| 4-5 | В самую темную ночь       | In Blackest Night      | ноябрь 19, 2001     |
| В далёком космосе вершится суд над Джоном Стюартом, он обвиняется в уничтожении населённой планеты по неосторожности. За ним прибывают и эскортируют на суд Охотники за людьми — одухотворенные роботы. Джон не оказывает сопротивления и признает вину, однако Лига отправляется вслед за ним и принимает участие в судебном процессе. Пока Флэш тянет время в качестве адвоката, Супермен и Марсианский Охотник обследуют место катастрофы и выясняют, что спутник планеты по-прежнему вращается по своей орбите вместо того, чтобы стать странствующим небесным телом — планета не уничтожена, а всего лишь скрыта иллюзией. Разрушая голографическую установку, герои успевают оправдать Джона на грани казни. Но пока в рядах Фонарей была посеяна рознь, а их старейшины присутствовали на суде, планета-штаб Оа осталась с низкой обороной. Туда и устремляются Охотники, чтобы захватить власть, которая, как они считают, должна была принадлежать им исконно, ведь именно они были первой армией старейшин ещё до Фонарей. Но тех удаётся остановить. Отряд Фонарей приносит извинения Джону за то, что не верили в него, но он оставляет их без своего прощения. |                           |                        |                     |
| 6-7 | Ты сильнее врага          | The Enemy Below        | декабрь 3, 2001     |
| В Атлантическом океане атомная подводная лодка подвергается атаке неизвестного противника, которым оказывается цивилизация Атлантиса (адаптированный для сериала образ Атлантиды). Лига Справедливости проводит под водой операцию по спасению экипажа, армия Атлантиса не мешает им в этом, однако не даёт забрать саму подлодку с ядерными боезарядами. В коротком разговоре король Аквамен объясняет, что люди суши с их подводным оружием стали представлять угрозу для его народа. По совету Супермена он решает обратиться с мирной речью в Конгресс США, является на заседание, но понимания там не встречает, а после выхода из здания подвергается покушению и оказывается в больнице. Лига находит снайпера — Дэдшота — и выясняет, что его нанял кто-то из самого Атлантиса. И в результате, возвращаясь домой, Аквамен обнаруживает, что это был его брат, Орм. Тот совершает новую попытку убить короля и заодно младенца-наследника, но Аквамен спасает себя и сына, пожертвовав рукой (вместо руки чуть позже был приделан протез-крюк). В отличие от короля, который просто старался быть готовым к возможной войне с поверхностью, Орм настроен эту войну начать. На Северном полюсе, где находится климатическое оружие, происходит сражение за власть. Аквамену удаётся победить Орма, после чего тот падает в пропасть и погибает, в это время Бэтмен и Фонарь обезвреживают реактор системы. Аквамен возвращается на престол с осознанием, что был слишком увлечён обвинениями к врагам внешним, не замечая внутренних.                      |                           |                        |                     |
| 8-9 | Несправедливость для всех | Injustice For All      | январь 6, 2002      |
| Лига Справедливости отправляет Лекса Лютора в тюрьму за контрабанду оружия, к тому же врачи обнаруживают у него рак, вызванный длительным воздействием куска криптонита, который он носил с собой в качестве оружия против Супермена. Однако в тюрьме он находит союзника Ультра-Гуманайта (говорящее гориллоподобное существо), и вместе они совершают побег. Лекс собирает команду злодеев, способную противостоять Лиге — Гепардица, Змей, Звёздный Сапфир, Соломон Гранди, Мрак, позже к ним присоединяется Джокер. После первого сражения команд банда Лекса вынужденно отступает, бросая Змея, и тот оказывается в тюрьме. Бэтмен получает ранение, и это заставляет его почувствовать себя подавленным, так как он - единственный в команде, не имеющий суперспособностей. Не предупредив команду, он вмешивается в планы банды Лекса в одиночку и оказывается в плену, но благодаря уму и хитрости, выделяющим его среди других героев, находит выход. Находясь в кандалах, он провоцирует Гранди на агрессию к другим злодеям, соблазняет Гепардицу и подкупает Гуманайта, а после вызывает телепатически Лигу, обеспечивая таким образом лёгкую победу в новом столкновении. Лекс и Гуманайт снова оказываются в тюрьме, но последний счастлив, потому что передал полученные от Бэтмена деньги в поддержку оперного театра, концерты которого смотрит по телевизору в тюрьме. |                           |                        |                     |
| 10-11 | Потерянный Рай            | Paradise Lost          | январь 21, 2002     |
| Ностальгия заставляет Чудо-женщину вернуться на родину — на остров Темискиру, но она обнаруживает свой дом в руинах, а всех амазонок — обращенными в камень. Сотворивший это колдун Феликс Фауст заставляет её собрать для него три артефакта, чтобы сложить из них ключ, и тогда он оживит амазонок. Это нужно Фаусту, чтобы обрести абсолютное знание, но ценой того, что тёмный бог Хейтс (Аид) будет выпущен из Тартара. Лига помогает Диане собрать осколки, но при передаче ключа Фаусту устраивает ему засаду, которая не удаётся. Фауст освобождает Хейтса, и тот даёт ему абсолютное знание, но превращает в старика. У врат Тартара происходит сражение Лиги с Хейтсом и божество сбрасывают назад, при закрытии врат Фауст рассыпается в прах, а с восходом солнца оживают из камня все амазонки, заколдованные колдуном. Королева Ипполита щедро награждает героев за помощь, однако изгоняет Диану с острова за то, что она привела на него посторонних. |                           |                        |                     |
| 12-13 | Мир Войны                 | War World              | февраль 23, 2002    |
| Супермен и Дж’онн Дж’онзз были похищены инопланетным кораблём и доставлены на планету, находящуюся под безграничной властью жестокого императора Монгула. Планета находится в сильном упадке, но император отвлекает народ от насущных проблем боями гладиаторов в так называемом Мире Войны. Супермен вынужден сражаться на арене, в поединке он побеждает великого воина Дрейгу, но против воли императора сохраняет ему жизнь, а позже и помогает бежать с планеты. Благодаря своей силе и великодушии Супермен быстро становится народным героем. А в это время Орлица и Зелёный Фонарь, обеспокоенные отсутствием друзей, отправляются на их поиски, и случай сводит их именно с Дрейгой, который переживает драму своего поражения и милости Супермена к нему. В это время Монгул раскрывает Супермену тайну, что заставил Дрейгу оставаться верным гладиатором, потому что шантажировал его планетарной пушкой, направленной на его родную планету. Теперь он этим же способом заставляет Супермена принять его вызов и проиграть. Дж’онн, Фонарь и Орлица уничтожают пушку, а Дрейга, пробравшийся на арену, вступает в честный бой с императором и побеждает, пытается отдать корону Супермену как своему победителю, но тот оставляет её для Дрейги. |                           |                        |                     |
| 14-15 | Храбрые и смелые          | The Brave and the Bold | март 10, 2002       |
| В Западной Африке существует укрытый от остального мира Город Горилл, представляющий собой высокоразвитую суб-цивилизацию. Расследуя странные преступления, совершенные людьми, которые ничего об этом не помнят, Флэш и Зелёный Фонарь знакомятся с Соловаром, начальником службы безопасности этого города. Он рассказывает, что за преступлениями стоит Горилла Гродд — непризнанный сумасшедший гений, который хочет уничтожить Город Горилл и безгранично властвовать над Землёй. Гродд использует устройство, которое позволяет ему мастерски и беспрепятственно управлять умами других, с его же помощью заставляет Флэша украсть радиоактивные изотопы для своего проекта, затем захватывает человеческую военную базу и посылает ракеты на Город. Остальная часть Лиги Справедливости предотвращает катастрофу, а Флэш в личной схватке с Гроддом выводит из строя его телепатический шлем, и Гродд разрушает свой разум при новой попытке его использовать. Но затем разум возвращается к нему. |                           |                        |                     |
| 16-17 | Фурия                     | Fury                   | апрель 7, 2002      |
| Амазонка Аресия, бежавшая с Темискиры, собирает группу приспешников Лютора. Она пытается уничтожить химическим оружием всё мужское население Земли, доведя идеологию амазонок до абсолюта, так как считает мужчин источником войн и всех прочих бед цивилизации. Она распыляет в воздухе аллерген, вводящий мужское население нескольких городов в состояние комы, а позже могущий привести к смерти. Вся мужская часть Лиги Справедливости также оказывается заражена. Диана и Орлица выясняют подробности о прошлом Аресии — её ненависть проистекает из детства, когда её город и семья стали жертвами сначала войны, а потом и морских пиратов. Королева Ипполита лично покидает Темискиру и встречается с Аресией, чтобы уговорить её оставить безумный план, но та, понимая, что зашла слишком далеко, пленит королеву. Аресию не убеждает и история о том, чего она не знала, — после нападения пиратов её спас ценой своей жизни капитан корабля (мужчина) — он стал единственным мужчиной, похороненным на Темискире. Диане и Орлице приходится решить вопрос силой и они уничтожают самолёт Аресии, несущий ракеты с химическим оружием, при этом Аресия погибает. Герои раздают людям антидот, который успели создать Бэтмен и Дж’онн. |                           |                        |                     |
| 18-19 | Легенды                   | Legends                | апрель 21, 2002     |
| В результате аварии во время сражения с роботом Лютора 4 героя Лиги Справедливости случайно перемещаются в параллельный мир. Мир выглядит комично, напоминая фильмы 60-х гг. Они встречают там героев (похожих на них, но выглядящих более комично и несколько по-другому), которые называют себя Гильдия Справедливости. Зелёный Фонарь удивляется реальности их существования, потому что это герои комиксов из его детства. Пока две команды сражаются со злодеями этого мира, Марсианского Охотника мучают видения чудовищной катастрофы, произошедшей здесь в прошлом. Тем временем Зелёный Фонарь и Орлица обнаруживают могилы Гильдии Справедливости, что даёт им повод усомниться в истинности героев. Они посещают библиотеку, чтобы найти сведения об этом мире, но в книгах только пустые страницы. Найдя газету в разрушенном метро, они узнают, что Гильдия Справедливости погибла в ядерной войне 1961 г., и мир был уничтожен. Видения Марсианского Охотника показали, что то, что видят другие герои и обитатели этого мира — иллюзия. Она была создана Рэем - мальчиком, который сопровождал Гильдию Справедливости. В результате войны он превратился в ядерного мутанта и создал иллюзию. Лига Справедливости и Гильдия Справедливости побеждают его, но герои Гильдии исчезают, потому что после смерти Рэя иллюзия перестала существовать. Мир принимает свой естественный вид — постъядерные руины, но люди, пробудившиеся от иллюзии, изъявляют желание восстановить его, а герои Лиги возвращаются домой через портал в особняке Гильдии. |                           |                        |                     |
| 20-21 | Рыцарь Теней              | A Knight Of Shadows    | сентябрь 20, 2002   |
| Когда-то замок Камелот пал из-за предателя Джейсона Блада, открывшего врата силам зла ради порочной любви к ведьме Моргане Ле Фей. Преданный ей, умирая, он был проклят Мерлином и превращён в бессмертного демона Этригана. Спустя столетия Джейсон Блад просит помощи у Лиги Справедливости, чтобы помешать Моргане Ле Фей и её сыну Мордреду завладеть философским камнем, с помощью которого они намерены превратить мир в своё новое королевство. Дж’онн пытается помочь Этригану обнаружить Ле Фей, но она оказывается сильнее и погружает Дж’онна в иллюзии о родной планете и семье. Ведомый порочной надеждой и лживыми обещаниями Ле Фей относительно возрождения Марса, он достает для неё камень, но уничтожает его, опомнившись в последний миг. Ле Фей отступает. Дж’онн хочет уйти из Лиги, но Джейсон Блад говорит, что он искупил свою вину. Дж’онн остаётся в команде. |                           |                        |                     |
| 22-23 | Метаморфозы               | Metamorphosis          | октябрь 4, 2002     |
| Зелёный Фонарь встречает своего старого друга Рекса Мейсона, который работает в химико-промышленной компании и узнаёт, что его босс занимается ввозом опасных запрещённых веществ. Более того, Мейсон также встречается с дочерью босса и пытается с ней сбежать. Саймон Стэгг, отец девушки, угрожает ему, и позже, из мести и в целях эксперимента, похищает его и превращает в Метаморфо — суперчеловека, обладающего способностью копировать молекулярную структуру любого вещества. Манипулируя его чувствами, Стэгг внушает ему разочарование в жизни, в его возлюбленной и ненависть к Фонарю. Происходит сражение Метаморфо и Лиги без явного победителя. Однако, разобравшись в чувствах, Мейсон присоединяется к героям и помогает им ликвидировать незаконную лабораторию. Стэгг, из-за аварии также ставший чудовищем, встаёт у них на пути, но герои побеждают его. |                           |                        |                     |
| 24-25-26 | Дикое время               | The Savage Time        | ноябрь 9, 2002      |
| Бессмертный человек Вандал Дикий отправил себе в прошлое (во времена Второй мировой войны) информацию о ходе войны, планы технологий будущего и инструкции о том, что нужно изменить и как добиться захвата мира. Благодаря этому в прошлом он становится новым фюрером, а Гитлера пленит в криогенной заморозке. Вся Лига, за исключением Бэтмена, в тот момент возвращалась с задания в глубоком космосе и стала свидетелем волны изменений, произошедших во времени, но кольцо Фонаря их уберегло. Оказавшись на изменённой Земле, принадлежащей нацистам и Дикому, Лига отправляется в прошлое, чтобы вернуть реальный ход событий. Зелёный Фонарь лишается силы своего кольца и вынужден сражаться с автоматом в руках, рядом с обычными американскими солдатами. Марсианин попадает в плен и использует это, чтобы разведать планы фашистов. Супермен и Орлица сотрудничают с вольным интернациональным отрядом лётчиков-освободителей. Чудо-Женщина знакомится со Стивом Тревором, агентом разведки, и вместе они узнают план о реактивных бомбардировщиках, летящих на Америку. Флэш предупреждает военно-морской флот США об авиаугрозе. Объединенные силы героев и простых людей сокрушают заводы и армаду фашистов, самолёт Вандала Дикого терпит крушение в Атлантике. Однако по возвращении Лиги в своё время, немецкое командование принимает решение вернуть Гитлера из криогена — это предполагает, что далее война с Германией продолжилась в её естественном русле. Позже Диана навещает Стива в доме престарелых, и он сразу узнаёт её.        |                           |                        |                     |

### Сезон 2 (2002—2003)
| # | Название           | Оригинальное название  | Дата первого показа |
| 27-28 | Сумрак (богов)     | Twilight (Of The Gods) | июль 5, 2003        |
| --- | ------------------ | ---------------------- | ------------------- |
| В империи Дарксайда дела идут скверно — проиграно вероломное вторжение в Новый Генезис, с которым ранее был заключен мирный договор, дворец разрушен, от армии осталась одна десятая часть, а теперь ещё вторглись силы Брейниака. Дарксайд является на станцию Лиги, чтобы попросить о помощи, ведь враг способен уничтожать любые миры до основания. Лига прибывает на Апокалипсис и помогает армии Дарксайда одолеть Брейниака, затем преследует его отступающий корабль до астероида, но там попадает в засаду. Выясняется, что два чудовища заключили договор — тело Супермена в обмен на сохранение планеты. Брейниаку нужен геном Супермена, чтобы завершить своё информационное совершенство, однако, во время процедуры извлечения, Дарксайд заражает Брейниака своим компьютерным вирусом, и тот становится его рабом. Намерение Князя Тьмы — с помощью мощного программного разума и криптонца решить Уравнение антижизни, уничтожив Вселенную и построив новую, основанную на дисциплине и порядке. Тем временем Бэтмен и Чудо-женщина являются в Новый Генезис и встречаются там с Верховным Отцом и Орионом (который является его приемным сыном и родным сыном Дарксайда). Орион ненавидит кровного отца и спешит воспользоваться слабостью его цивилизации, чтобы навсегда устранить угрозу для цветущего Генезиса. Вместе с Бэтменом и Дианой он прибывает на астероид, освобождает Супермена и вместе они сражаются с Дарксайдом, пока системы поврежденного астероида ведут отсчёт до самоуничтожения. Герои успевают уйти вовремя. Оба злодея погибают. |                    |                        |                     |
| 29-30 | Чистый лист        | Tabula Rasa            | октябрь 4, 2003     |
| Сражаясь с Орлицей и Суперменом, Лекс Лютор получает сильные повреждения своего скафандра, являющегося как оружием, так и средством поддержания жизни (ведь Лекс болен), за помощью он возвращается в когда-то свою компанию LexCorp, которой теперь управляет его доверенное лицо и телохранитель Мёрси Грейвс. От неё он узнает, что профессор Айво, способный ему помочь, был уволен и ведет уединённую жизнь в своем особняке. Явившись туда, Лекс обнаруживает его умершим. В доме также живёт созданный им нанотехнологический андроид Амэйзо. Пользуясь его доверчивостью и дружелюбием, Лекс сначала просит украсть для него топливо, затем рассказывает ему историю вражды с Лигой с выгодного для себя ракурса. В это время Марсианский Охотник переживает серьёзный ментальный кризис, пострадав от попытки найти Лекса, прочитав мысли всего города — он слышит огромное количество низменных дурных мыслей, и отправляется на природу, как можно дальше от людей. Давя на жалость и доверие, Лекс заставляет Амэйзо напасть на Лигу Справедливости, и в первом сражении он демонстрирует свою невероятную способность копировать силы других героев. Андроида, едва не перебившего всю Лигу, останавливает куском криптонита Бэтмен, ведь тот скопировал не только силы, но и слабости. Тем временем Мёрси организует Лексу новое убежище в старом ангаре, где он заканчивает ремонт своего скафандра, после чего Лекс и Амэйзо выступают вместе. Но битву останавливает разобравшийся в себе Дж’онн — он просто дает андроиду скопировать свою способность к чтению мыслей. И тогда Амэйзо понимает, что им манипулировали. В гневе он разрушает скафандр Лекса и, не видя смысла оставаться на несовершенной для него планете, отправляется в космос. Лекс снова возвращается в тюрьму, а Мёрси отказывается помогать ему. |                    |                        |                     |
| 31-32 | Всего лишь сон     | Only a Dream           | октябрь 11, 2003    |
| В тюрьме проводят эксперименты по развитию ментальных способностей. Заключенный Джон Ди — бывший сотрудник LexCorp, в тайне мечтающий уничтожить Лигу, является главным подопытным. Этим он пытается получить досрочное освобождение. Вскоре он узнает, что его жена ушла к другому. В тот же день происходит массовый побег из тюрьмы, и в то время, когда все бегут на свободу, Ди бежит в лабораторию, чтобы испытать аппарат на полной мощности. Его план удается и он получает способность внушения иллюзий, преимущественно во сне. Он берёт имя Доктор Судьба и отправляется отомстить неверной жене. Ди погружает её в непрекращающийся кошмар, от которого она впоследствии умирает в больнице. Тем временем члены Лиги ловят других бежавших преступников — как им кажется, более опасных. Утомленные тяжелым днем, все герои, кроме Дж’онна и Бэтмена, ложатся спать и оказываются в своих личных кошмарах, от которых не могут пробудиться. Дж’онн входит в сны друзей, чтобы одолеть Ди в мире снов, а Бэтмен отправляется на поиски преступника в реальном мире. Ди пытается вколоть Бэтмену сильный транквилизатор, но в ходе драки случайно вводит его себе. Он остается запертым в мире снов. |                    |                        |                     |
| 33-34 | Подружка невесты   | Maid of Honor          | октябрь 18, 2003    |
| Чудо-женщина посещает раут в Париже, где неожиданно встречает Брюса Уэйна и знакомится с Одри — принцессой Коснии. Банкет прерывают террористы, пытающиеся похитить принцессу, но Диана пресекает эту операцию. Благодаря этому событию принцесса и героиня становятся подругами и отправляются развлекаться по ночным клубам. Одри просит Диану стать подружкой невесты на королевской свадьбе, которая должна состояться завтра. Женихом Одри оказывается Вандал Дикий, нацистский военный преступник, пытавшийся изменить историю. Но с тех пор прошло более полувека, а Вандал называет себя внуком того, кого помнит Диана, поэтому она не испытывает полной уверенности в том, есть ли у него тайный замысел. Однако Бэтмен пытается выяснить истину. Тем временем завершается дорогостоящее строительство орбитальной станции Коснии. Станция оказывается орбитальной рельсовой астероидной пушкой и становится таким образом одним из мощнейших оружий цивилизации, так Косния обеспечивает себе мировое лидерство, а Дикий тем временем убирает короля, подослав ему горничную с отравленным напитком, и торопит Одри со свадьбой, чтобы скорее стать королём и выставить миру ультиматум. Лига спасает военнопленных со станции и разрушает её, однако это происходит чуть позже, чем был уже произведен выстрел астероидом, цель — Париж. Но Бэтмен успел изменить цель, и оружие уничтожает королевский замок. Дикого извлекают из-под завалов и уводят по приказу королевы Одри, которая принимает решение сделать общественно-правовой строй Коснии более справедливым, гуманным и демократическим. |                    |                        |                     |
| 35-36 | Сердце и разум     | Hearts and Minds       | октябрь 25, 2003    |
| Четверо зелёных фонарей сражаются с войсками фанатиков, двое погибают, Киловог вынужден отступить. Раненый он прибывает в штаб Лиги, где ему оказывают помощь, и рассказывает, что его отряд послали на планету Каланор, чтобы остановить распространение опасного культа, именуемого «Легион третьего глаза», но командование недооценило силу противника, и отряд был разбит. Среди них была Катма Туи — бывшая наставница и возлюбленная Джона Стюарта, её судьба на данный момент неизвестна. Фонарь отправляется на место событий, не дожидаясь остальных, и обнаруживает на планете бедность, гнёт и диктатуру. Там его хватают и доставляют к правителю Десперо — мутанту с третьим глазом, и тот рассказывает свою историю — в юности он был гоним всеми за своё уродство, но однажды среди пустыни из-под земли вырвалось священное пламя Пиайтар и избрало его, чтобы нести свет и возрождение планете. Джона кидают в пламя (его источник установлен во дворце), но за секунду до гибели участники сопротивления телепортируют его в безопасное место, где он встречает и Катму, работающую внедрённым агентом в качестве жрицы. Штаб находят солдаты Десперо, начинается перестрелка, но помогают прибывшие участники Лиги. Марсианин обнаруживает упоминание о живом пламени в древних источниках, а Киловог собирает углеродную бомбу для того, чтобы это пламя уничтожить. Тем временем Десперо наделяет силами армию и начинает вторжение в другие миры. Джон вступает в личную схватку с диктатором, а команда прибывает, чтобы взорвать бомбу и уничтожить пламя, но оно вступает в контакт с марсианином, и открывается, что сам Пиайтар обладает сознанием и никогда не являлся источником зла — это живая сила природы планеты, дремавшая долгое время, а Десперо своевольно использовал данную силу для установления собственной власти. Огонь объявляет свою мирную волю народу, лишает диктатора сил и уничтожает его армию, летящую к другим мирам. Природа планеты, находившейся в упадке тысячу лет, стремительно восстанавливается. |                    |                        |                     |
| 37-38 | Лучший мир         | A Better World         | ноябрь 1, 2003      |
| В параллельном мире, похожем на основной, существует та же команда героев, но они называют себя Лордами Правосудия. В этом мире некоторое время назад погиб Флэш, а Лекс Лютор был президентом, и он поставил мир на грань мировой войны. Лорды совершают нападение на Белый Дом, и Супермен убивает Лютора. Два года спустя Лорды управляют всей планетой, установив железный диктат закона и полицейский режим, при котором за малейший проступок и выражение недовольства можно попасть под арест (что видит Бэтмен из Лиги Справедливости во второй части эпизода, там же он видит, что никто на это не реагирует возмущением, что связано со страхом перед подобной формой правления, страхом разделить подобную участь при попытке вступиться за жертву такого правления, и участью, которая может постигнуть при таком правлении), бродяги предположительно уничтожаются физически (на что, возможно, намекает Бэтмен из Лордов Правосудия во второй части), психически нездоровые личности подвергаются принудительной лоботомии, демократия и свобода слова фактически отменены, американское правительство вынуждено запрашивать разрешение на проведение выборов, а репортёров вроде Лоис Лейн помещают под домашний арест с запретом на общение с кем бы то ни было на период проведения выборов (они могут узнать об истинном отношении населения к такой форме правления и распространить эту информацию). Бэтмен обнаруживает измерение, в котором видит Лигу Справедливости и то, насколько они наивны. Лорды Правосудия решают помочь своим двойникам из параллельного мира и, заманив Лигу в своё измерение, пленят и занимают их место. На привычной зрителю Земле они сражаются с прибывшим в астероиде Думсдэем, Супермен из Лордов Правосудия побеждает его, прожигая ему кору мозга взглядом, после чего злодей остается жив, но теряет волю. Затем Лорды вооружают орбитальную станцию и строят дальнейшие планы, как сделать этот мир похожим на их собственный. Тем временем Лига Справедливости сбегает от Бэтмена из Лордов Правосудия. Бэтмен из Лиги Справедливости саркастически осуждает его и его порядки во время поездки с ним по Готэму. Позже Бэтмена из Лордов Правосудия удается убедить, что покойные родители не одобрили бы такой режим. Флэш объясняет, что Лорды Правосудия потеряли в лице его двойника, и чем он сам является для Лиги Справедливости. Бэтмен из Лордов Правосудия помогает Лиге вернуться в их измерение, после чего уходит в противоположную сторону от портала, вероятно, отправляясь возрождать прежний порядок. Тем временем Лига Справедливости возвращается в своё измерение. Там они заключают малоприятный, но необходимый в силу обстоятельств договор с Лексом Лютором — амнистия в обмен на его оружие. Супермен и Лига сделали такой выбор, поскольку защищали свободу и не могли позволить себе уподобляться тем, с кем сражаются, даже во имя победы. Оружием Лекса Лютора они лишают Лордов Правосудия их сил для того, чтобы помешать им захватить власть, а заодно избавить параллельную вселенную от их тирании. Это демонстрирует Лордам Правосудия всю наивность их представлений о возможности действий в параллельном мире и показывает, что уцелевший Лекс Лютор за эти 2 года шагнул вперёд и даже создал то самое оружие, которое победило Лордов Правосудия раз и навсегда. Дальнейшая судьба Лордов Правосудия не показана, но предполагается, что они потерпят поражение в своём мире, а к народу, отвернувшемуся от них навсегда, вернётся свобода. Тем временем Лекс, получив законное освобождение, решает не возвращаться в свою корпорацию, а заняться политикой. |                    |                        |                     |
| 39-40 | Приход тьмы        | Eclipsed               | ноябрь 8, 2003      |
| Преследуя отряд военного преступника, четверо американских военных обнаруживают гробницу, спрятанный в ней артефакт и тела тех, кого искали. Плененный жадностью, один из военных изымает тёмный бриллиант с постамента. Им овладевают злые силы, и он уничтожает отряд, а затем направляется искать способы приближения конца света. Пытаясь использовать ядерные ракеты, он проникает на военную базу, но его останавливают, а артефакт вместе с его пленительной силой попадает к генералу. Теперь уже генерал начинает искать пути уничтожения человечества и узнает, что одними из опаснейших людей на планете являются члены Лиги. Тем временем Флэш умудряется дискредитировать себя и всю команду, сначала снявшись в нелепой рекламе, а затем приняв участие в ток-шоу. Притворяясь суперзлодеем, генерал провоцирует Чудо-женщину на бой, и в результате бриллиант достается ей. Диану настигает старик Мофер — хранитель гробницы, но ему мешает Зелёный Фонарь. В итоге хранитель оказывается в сумасшедшем доме, но Флэш в беседе с ним узнает древнюю историю: в незапамятные времена люди воевали с враждебной цивилизацией змее-людей афидиан и победили, последние афидиане совершили ритуальное самоубийство и заточили свои жаждущие мести души в камень. Люди знали об опасности и воздвигли храм, хранящий артефакт от посторонних. Теперь же зло оказалось на свободе и более того — на станции Лиги. Там артефакт попадает сначала к Фонарю, затем Орлица разбивает его булавой и осколки поражают почти всю команду, но благодаря феноменальной скорости Флэш уворачивается. Будучи одержимыми, члены команды отправляют на Солнце отнятое у военных устройство обороны — оно останавливает ядерные реакции, являясь таким образом защитой от ядерного оружия, теперь же оно остановит ядерную реакцию светила. Преследуемый одержимой командой, Флэш наконец находит способ изгнать из них духи тьмы — направляет сверхмощное световое устройство. И теперь пришедшей в себя Лиге нужно исправить то, что натворили. Зелёный Фонарь и Флэш доставляют на Солнце межпространственный генератор из шатла «копье» для создания моста Эйнштейна-Розена, и врата высасывают из Солнца пораженное вещество. В итоге Лиге удается восстановить свою репутацию на телевидении, а старый Мофер становится новой звездой рекламы. |                    |                        |                     |
| 41-42 | Угроза извне       | The Terror Beyond      | ноябрь 15, 2003     |
| Аквамен помогает Гранди уйти от столкновения с военными, в это же время на мирный океанский лайнер нападает морское чудовище. Супермен, Диана и Орлица спешат в Атлантиду, чтобы проверить свои опасения, не собирается ли Аквамен напасть на цивилизацию поверхности. В прошлую встречу он помогал Лиге, но то была помощь ради спасения своей страны, а не всего мира, поэтому есть основания его подозревать. Аквамена герои в городе не находят, а от холодно встретившей их королевы объяснений не получают. Позже они находят магическую башню, проникают в неё и становятся свидетелями того, как Доктор Фейт, Аквамен и Гранди совершают ритуал, для которого требуются соответственно могущественный маг, трезубец Посейдона и живой мертвец. Герои вмешиваются и сражаются с ними, но, победив, понимают, что напрасно вмешались — ритуалом противники пытались остановить пришествие древнего зла, которое однажды уже было изгнано с Земли. Орлица знает этого бога — это Ихтхулту (пародия на Ктулху), ему поклонялся её народ до того, как на Танагаре установилась атеистическая идеология. Поскольку запечатать проход между мирами не удалось, а исправлять содеянное надо, объединенная команда отправляется в причудливый мир древних, чтобы там сразиться с божеством. Герои бьются с полчищами инфернальных чудовищ, а после встречают самого бога Ихтхулту. Ихтхулту удивленно узнает в Орлице танагарианку и устраивает ей расспрос, почему её народ перестал ему служить. Ответ в том, что он просил слишком большие жертвы за свои дары и не стоит веры в него. Наконец рассвирепевший Гранди бросается на божество и убивает его телесное воплощение, а Орлица заканчивает дело, разбивая божеству мозг и изгоняя духовную сущность своей булавой, разрушающей любую мистическую силу. Ихтхулту попытался успокоить Орлицу словами о том, что ещё верит в неё, но взамен того же не получило. Потеряв слишком много сил в битве, Гранди, уже успевший сдружиться с Шаерой, погибает. Не известно получил ли он то, ради чего принимал участие в этом путешествии — свою душу, но на его похоронах герои говорят Шаере, что в это надо верить. |                    |                        |                     |
| 43-44 | Тайное общество    | Secret Society         | ноябрь 22, 2003     |
| Мрак и его банда пытаются похитить очень дорогой микрочип, вмешиваются Зелёный Фонарь и Марсианский Охотник, но, не умея работать вместе, они упускают злодея. В его отступлении ему неожиданно помогает Гиганта и привозит его на встречу к Гродду, который теперь не только на свободе, но и стал гораздо сильнее. Он собрал свою команду злодеев, в которую входят также Синестро, Паразит и Убийца Мороз. Вместе они учатся навыкам работы в команде и вскоре освобождают из подвала мецената-коллекционера, владеющего целым островом, ещё одного члена команды — Глиноликого, существо из живой грязи. Вместе они называют себя Тайное Общество. Мрак выражает сомнения, что новая версия команды злодеев сможет одолеть Лигу, ведь он уже пытался дважды, однако Гродд демонстрирует собой прекрасного лидера, а новая команда действует гораздо успешней прошлых. Одновременно с этим Лига Справедливости также устраивает себе командную тренировку и демонстрирует заметно более плохие результаты. Происходит сражение команд, и Лига в нём проигрывает, однако злодеи демонстративно отступают на этот раз. Придя в себя, члены Лиги винят в поражении друг друга, и в итоге команда распадается из-за совершенно несущественных споров и взаимных претензий. Как оказалось, этому помог именно Гродд — при помощи особых волн ему удалось подтолкнуть героев к выявлению накопившегося недовольства друг другом. В следующем сражении Общество снова одерживает верх и пленит героев в статис-капсулах. Но злодеи не спешат с расправой, им нужен триумф. И они являются на своем корабле прямо на заполненный стадион Готэма, чтобы там демонстративно казнить героев и установить свой мировой порядок, однако, марсианин вовремя освобождает команду, и на этот раз в бою герои одерживают верх. Члены Лиги признают, что были неправы друг перед другом. |                    |                        |                     |
| 45-46 | Грядущее           | Hereafter              | ноябрь 29, 2003     |
| Противники Супермена во главе с Металло собираются с единственной целью — отомстить. Злодеи устраивают беспорядки в центре Метрополиса, и туда спешит Лига Справедливости, завязывается бой. Тоймэн стреляет в Бэтмена и Диану из экспериментального оружия, и спасая их, Супермен сам кидается под смертоносный луч. На глазах у всех Супермен испаряется. Банду удается арестовать, но это теперь не важно, потому что все уверены — величайший герой погиб. Организованы шикарные похороны, на которые приходят герои, военные, зелёные фонари, в центре города воздвигнут монумент, ноту скорби искренне выражает телевидение. Спустя некоторое время злодеи начинают праздновать смерть Супермена масштабными погромами в городе. В это время к Лиге неуклюже пытается присоединиться знакомый Супермена, Лобо, космический байкер и охотник за головами. Агрессивный, недисциплинированный, неуклюжий, он устраивает потасовку на станции, считая это способом доказать свою силу и следовательно полезность. Приходится взять его на задание, так как остановить погромы важнее. С этим герои справляются. Супермен обнаруживает себя на неизвестной чужой планете с красным солнцем, это означает, что он лишился своих сил. Как не странно, в наушнике есть четкий сигнал со станции Лиги — каким-то образом она находится на этой планете. Выживая среди чуждой природы и сражаясь с волками, Супермен наконец приходит к источнику сигнала — станция Лиги, древняя и покрытая растительностью, лежит горой среди джунглей. Там он встречает Вандала Дикого, и тот объясняет, что планета, на которой они находятся, — Земля, но прошло 1.000 лет. Дикий признается, что конец всему положил он сам и раскаивается в этом. Он сумел перебить Лигу, а затем нарушил гравитационный баланс Солнечной системы. С тех пор у него было очень много времени, чтобы осознать свои ошибки и измениться. Вместе они заканчивают машину времени, Дикий дает инструкции, как остановить его до того, как он исполнит свой план, и Супермен возвращается в своё время. Он выгоняет Лобо из Лиги и вместе с ней отправляется останавливать Дикого из этого времени. Через 1.000 лет добрый Дикий видит, как мёртвый мир преобразуется в живой и благоденствующий, а сам он исчезает со словами благодарности. |                    |                        |                     |
| 47-48 | Взбесившиеся карты | Wild Cards             | декабрь 6, 2003     |
| Джокер покупает права на трансляцию у ряда телеканалов и запускает шоу, главными героями которого является Лига Справедливости и 25 бомб, раскиданных по Лас-Вегасу. Героям нужно успеть обезвредить бомбы за отведенное время. Но все не так просто — им мешает банда Роял-флэш — команда маньяков со сверхспособностями, использующие имидж игральных карт. С бомбами и картами герои справляются, но на стороне Джокера есть ещё Туз — на протяжении всей передачи в его объятиях сидела загадочная девочка, одна из банды. Её роль была в том, чтобы загипнотизировать 70 миллионов зрителей и свести с ума. Но благодаря Харли Бэтмен находит студию Джокера и, во время схватки, меняет расстановку сил — показывает Тузу припрятанный за воротом Джокера обруч контроля над ней. Туз сводит Джокера с ума и уходит. Джон и Шаера признаются в любви друг другу и становятся парой. |                    |                        |                     |
| 49 | Счастье и покой    | Comfort and Joy        | декабрь 13, 2003    |
| Рождественская серия. После спасения двух планет от столкновения участники Лиги Справедливости решают отдохнуть и отпраздновать Рождество. Зелёный Фонарь и Орлица отправляются на захолустную планету и проводят праздник в любимой манере Орлицы — за дракой в баре. Супермен приглашает Дж’онна в Смоллвиль, к своим родителям. Флэш отправляется в детский приют, где его просят достать редкую игрушку, но в ходе поисков ему приходится столкнуться с Ультра-Гуманайтом, уничтожающим произведения современного искусства, которое он, как истинный искусствовед, терпеть не может. В ходе драки они сломали игрушку, а потом вместе починили и отнесли детям. Хотя усовершенствования превратили игрушку из хулиганской и непристойной в рассказчика историй. Флэш поздравил детей с праздником, а Гуманайт добровольно сдался властям. Однако в камере его ждал сюрприз – за помощь детям из приюта Флэш оставил подарок и для него. |                    |                        |                     |
| 50-51-52 | Сквозь звезды      | Starcrossed            | май 29, 2004        |
| Во время проведения международного саммита в Вашингтоне, Землю атакует горданианский крейсер. Однако вслед за ним прибывают бесчисленные корабли танагарианских военных сил (раса Орлицы) и уничтожают агрессора. Они предупреждают людей о горданианской угрозе и предлагают свою помощь, поскольку Земля не имеет достаточного военного потенциала, чтобы противостоять им в одиночку. Мировое сообщество принимает это предложение и позволяет танагарианцам развернуть свои военные базы на Земле. Никто более не скрывает, что Орлица была разведчиком, но пока это вызывает у команды только некоторое замешательство. Бэтмен проводит личное расследование и выясняет, что экипаж горданианского крейсера был мертв ещё до вторжения, позже он отправляется на корабль танагарианцев и подслушивает разговор с командованием, из которого становится ясно, что горданианцы угрожают не Земле, а Танагару. Бэтмена, едва успевшего передать эту информацию на базу, хватают, и танагарианцы немедленно высылают свои силы, чтобы ликвидировать Лигу, как лишних свидетелей, истребитель вторженцев легко попадает на станцию, имея коды доступа, переданные Шаерой. О конфликте становится известно военным, и с этой минуты союз с танагарианцами расторгается. В конфликте побеждает сторона Танагара и устанавливает своё военное положение на планете, людей заставляют работать как рабов для ускоренного строительства своих инженерных проектов, а Лигу пленят. Им удается бежать и, чтобы впредь оставаться незамеченными, члены команды переодеваются в гражданское и разделяются, чтобы снова встретиться в доме Бэтмена. Генерал танагарианцев Хро Талак является женихом Шаеры, он раскрывает ей план — Земля нужна для строительства гиперпространственного моста для флота, который обеспечит стратегическое преимущество в войне, в процессе его использования Земля погибнет. Шаера не подписывалась на такое и считала, что проводит лишь мирную разведку, поэтому она является на собрание в доме Бэтмена, сообщает Лиге вышеописанные подробности и отдает Фонарю кольцо. Танагарианцы отследили её и арестовали, после чего явились в особняк на корабле, но Лига принимает бой и завладевает кораблем. На нём часть команды отбивает у противника свою орбитальную станцию и обрушивает её в пустыню, где находится гиперпространственная установка, другая половина Лиги сражается с флагманским кораблем, Фонарь лично бьется с генералом Талаком. В итоге потеряв свою установку, часть сил и веру в свой план, танагарианцы покидают Землю с намерением построить установку в другом месте. Лига собирается, чтобы решить, останется ли Шаера в команде, но она сама изъявляет желание уйти. Также она расстается с Фонарём. Её уход - скорбная плата тем обстоятельствам, выше которых она подняться не смогла, выражение невозможности оставаться верной и друзьям, и соотечественникам в подобных ситуациях. |                    |                        |                     |

## Лига Справедливости: Без границ

### Сезон 1 (2004)
| # | Название                                         | Оригинальное название                                  |
| 53 | Инициация                                        | Initiation                                             |
| --- | ------------------------------------------------ | ------------------------------------------------------ |
| Отказавшийся от вступления в расширенную Лигу Справедливости Зелёная стрела работает один. Во время потасовки в магазине приходит Зелёный Фонарь и телепортируется вместе с ним на базу Лиги, где Супермен и Бэтмен вновь предлагают ему присоединиться, на что он отказывается, но в этот момент Марсианский Охотник получает сигнал тревоги с Земли. Зелёная стрела, не желая возвращаться назад через телепорт, решает сопровождать на задании Зелёного Фонаря, Супергёрл и Капитана Атома, на которое они отправляются с помощью космолёта. В конце серии он встречает Чёрную Канарейку, что убеждает его примкнуть к Лиге. |                                                  |                                                        |
| 54 | Для человека, у которого есть всё                | For the man who has everything                         |
| День рождения Супермена. Бэтмен и Диана приходят в ледяную крепость поздравить его, но находят Супермена в объятиях инопланетного растения. За всем этим стоит Монгул. |                                                  |                                                        |
| 55 | Ребячество                                       | Kid stuff                                              |
| Моргана Ле Фей и её сын Мордред получают амулет «исходной магии». Мордред забирает артефакт себе и накладывает мощное заклинание на весь мир, так, что те, кто старше его, все попали в другое измерение. Но, оказавшись там, Супермен, Бэтмен, Чудо-женщина и Зелёный Фонарь встречаются с Морганой, которая им всё объясняет и превращает в детей, чтобы одолеть Мордреда. |                                                  |                                                        |
| 56 | Ястреб и Голубь                                  | Hawk and Dove                                          |
| Арес приказал Гефесту создать оружие для того, чтобы завоевать Коснию, где шла гражданская война. А Гефест показал ему Уничтожителя. Одри, королева Коснии, попросила помощи у Лиги Справедливости. Дж’онн Дж’онзз отправил на задание Чудо-Женщину и двух братьев — Ястреба и Голубя. Прибыв на место, они долго не могли понять, откуда у Уничтожителя такая сила. Диана отправилась к Гефесту, но он ей ничего не сказал. Во время битвы героиня догадалась, что Уничтожитель питается гневом. В итоге Лига его одолела, Арес скрылся, и голема взяли на Сторожевую Башню. |                                                  |                                                        |
| 57 | Эта маленькая свинка                             | This Little Piggy                                      |
| Бэтмен и Чудо-женщина патрулируют окрестность, сидя на крыше и обсуждая свои любовные дела. В это время обнаруживается грабёж. Но вор непростой. Это злая волшебница Цирцея (Кирка), которая ненавидит Ипполиту, мать Дианы. Она превращает Чудо-Женщину в свинью. Бэтмен обращается за помощью к своей давней знакомой Затанне, владеющей магическими силами. Однако Затанна не сумела расколдовать Диану и найти Кирку. Во время поисков свинья сбегает. Бэтмен вызвал Зверя, способного разговаривать с животными. В поиски вовлекаются также Удлиняющийся Человек, Малиновый Мститель и Красный Торнадо. Зверь настигает Диану, но, в то же время, теряет её среди других свиней в мясном цехе. Бэтмен и Затанна находят Цирцею в ночном клубе, где она выступала. Тёмный Рыцарь понимает, что силами её не одолеть и предлагает сделку - он чудесно поёт. Цирцея сдерживает обещание и превращает Диану в человека. |                                                  |                                                        |
| 58 | Опасаясь Симметрии                               | Fearful Symmetry                                       |
| Супергёрл снятся страшные сны про убийства. Она пытается выяснить причину подобных аномалий. В этом ей помогают Вопрос и Зелёная Стрела. Вскоре выясняется, что у Кары есть клон. Возможно, к делу был причастен доктор Гамильтон, который прооперировал Супергёрл год назад, когда Супермен потерял контроль над своими способностями и решил уничтожить мир. Гамильтон всё отрицает. Вскоре в смертельном поединке встречаются Галатея (клон) и Супергёрл. Каре удаётся победить соперницу. В конце стало ясно, что сам доктор занимается лечением Галатеи, так как создал её. |                                                  |                                                        |
| 59 | Возвращение                                      | The Return                                             |
| Оа приказывает Зелёному Фонарю вернуться на пост в космосе. Тогда же, из дальних рубежей Вселенной, андроид Амэйзо надвигается на Землю, чтобы убить Лекса Лютора. Амэйзо сталкивается с Оа, и планета исчезает. Все думают, что она уничтожена, и Лига предпринимает любые средства, чтобы остановить андроида и спасти Лютора. В это время «добрый» Лекс хвастается перед журналистами. Внезапно его похищают Супергёрл и Сталь. Дж’онн Дж’онзз отправил героев Лиги в космос, где они были перебиты, на Землю и к Лексу. В космосе поверженную Лигу встречает Корпус Зелёных Фонарей. Лекс, Супергёрл и Сталь отправляются в парикмахерскую, тайное убежище Лютора, где он сбегает от них. Однако его встречает Атом, и они вместе работают над мощным оружием. Амэйзо находит их и готов совершить месть, его пытаются атаковать Зелёные Фонари, но Доктору Фейту удаётся оправдать андроида и приютить у себя. Оказывается, что всё это время у него в башне скрывалась Орлица (Шаера). |                                                  |                                                        |
| 60 | Величайшая история из нерассказанных             | The Greatest Story Never Told                          |
| Супергерой, прибывший из 25-го столетия, Бустер Голд, ищет славы, хвастается перед толпой, но не встречает ожидаемого обожания. У Лиги появляется большая проблема — тёмный лорд Мордру, который ведёт на Метрополис армию драконов и гротескных существ, обрушивает на улицы странную магию, оживляющую здания, разрушая всё на своём пути. Дж’онн отправляет на бой с ним почти всю Лигу, а хвастуна Бустера Голда — не сражаться, а управлять толпой. Однако сам Бустер встречается с ещё более опасной ситуацией. В одной лаборатории в результате эксперимента произошёл взрыв, после чего доктор Дэниэл стал живой чёрной дырой и как одержимый ходит по городу, поглощая любые предметы. Эту ситуацию разъясняет Бустеру доктор Трейси, в которую он влюбляется. Дыру можно остановить специальным ошейником, и Бустер Голд с этим справляется, но Лига, победившая колдуна и разогнавшая драконов, ему не верит. Однако Бустер знает, что стал героем. |                                                  |                                                        |
| 61 | Ультиматум                                       | Ultimatum                                              |
| Появляется новая команда супергероев. Это Ультимены. Вскоре выясняется, что они являются искусственными людьми, созданными с помощью генной инженерии, которым осталось жить всего несколько недель. С ними встречается Лига Справедливости. Происходит столкновение… Но один из Ультименов — Лонг Шедоу - переходит на сторону Лиги. Ультимены проигрывают и сдаются полиции, однако, их забирает создатель — корпорация Кадмус. |                                                  |                                                        |
| 62 | Тёмное сердце                                    | Dark Heart                                             |
| На землю нападают кибернетические организмы, пожирающие всё на своем пути. Лига Справедливости в полном составе пытается спасти планету. Несмотря на все старания, одолеть противника может только Атом. |                                                  |                                                        |
| 63 | Пробуждение мертвеца                             | Wake the Dead                                          |
| Хаос, вызванный школьниками, вселяется в мёртвого Соломона Гранди, и его магия полностью поглощает все силы, которые используются противниками. Только Орлица может помочь в этой беде. Но цена за такое избавление велика даже для Шаеры. |                                                  |                                                        |
| 64 | Однажды и вопреки, часть 1: Сказки Дикого Запада | The Once and Future Thing, Part 1: Weird Western Tales |
| Школьный учитель физики, живущий под каблуком у жены, изобретает машину времени и с её помощью меняет ход истории, чтобы доказать супруге и себе, что может иметь власть. Он нарекает себя Хроносом и начинает похищать из различных эпох технические достижения. Бэтмен, Зелёный Фонарь и Чудо-женщина отправляются сквозь время на поиски негодяя и оказываются на Диком Западе. Бандиты похищают у Хроноса пояс и сами начинают менять ход истории, но супергерои объединяются с героями Дикого Запада и побеждают их. Однако Хронос обманом отбирает у Бэтмена пояс и возвращается в своё время. Бэтмен, Зелёный Фонарь и Чудо-женщина следуют за ним. |                                                  |                                                        |
| 65 | Однажды и вопреки, часть 2: Извращенное время    | The Once and Future Thing, Part 2: Time Warped         |
| Лига попадает во времена Бэтмена будущего и оказывается в самом центре схватки местных героев и Джокеров. В этом бою Лига начинает проигрывать, так как более технически оснащенные преступники будущего сильнее. Объединённой команде героев приходится отступить в заброшенный штаб, где они встречают старого Брюса Уэйна. Зелёный Фонарь знакомится с Боевым Ястребом, который является сыном его и Шаеры. Среди города размещены исторические постройки, украденные из разных эпох, от многочисленных временных парадоксов ткань времени разрушается, белеет небо. Герои являются в замок Хроноса и встречают там его жену, которая живёт в роскоши, но вынуждена пресмыкаться перед мужем, неожиданно ставшим властелином времени. Она согласна помочь героям и указывает место, где Хронос спит — ветхая лачуга, поставленная посреди Колизея. Взять его там не удается, поскольку он снова вызывает команду Джокеров, и те убивают половину героев. Хронос же, видя, что ситуация выходит из-под контроля, отправляется в начало времён, чтобы переделать Вселенную на свой лад, но Фонарь и Бэтмен прыгают в портал за ним и, в процессе перемещения, перепрограммируют его временной пояс. Реальность возвращается в норму, все живы, и, кроме Фонаря и Бэтмена, никто не помнит прошедших событий. А Хронос застревает во временной петле. |                                                  |                                                        |

### Сезон 2 (2005)
| # | Название               | Оригинальное название  |
| 66 | Кот и Канарейка        | The Cat and the Canary |
| --- | ---------------------- | ---------------------- |
| Дикий Кот, один из членов Лиги, а в прошлом — чемпион в тяжелом весе, принимает участие в подпольных боях. Канарейка просит помощи у Зелёной стрелы, чтобы вытащить его оттуда, однако Кот спасения не ждет. Он не супергерой и не обладает сверхсилами, поэтому чувствует себя в команде обделённым, но на ринге у него неплохо получается бить преступников и даже суперзлодеев. Тогда Канарейка предлагает сделку хозяйке клуба Рулетке — она сразится с Диким Котом и если победит, он больше не вернётся на ринг. Однако Зелёная стрела не пустил Канарейку, усыпив газом, и пошел вместо неё. В бою с Котом он безнадежно проиграл, тот едва не убил его, но именно это стало аргументом, почему оставаться в подобном заведении нельзя. Кот уходит из боев, а Стрела и Канарейка становятся парой. |                        |                        |
| 67 | Узы, которые связывают | The Ties That Bind     |
| Мистер Чудо и его жена Большая Барда вместе со своим помощником Обероном репетируют сложный фокус, внезапно старика похищает Бабуля Гуднесс. Она предлагает сделку — отдаст Оберона, если к ней доставят сына Дарксайда — Калибака, который заключён в тюрьме, называемой колодец Икс. Так Гуднесс сможет установить свою власть на Апокалипсисе. Мистер Чудо и Барда обращаются в Лигу Справедливости, но Марсианский Охотник им отказывает, аргументируя решение тем, что планетная междоусобица должна продолжаться. Тогда Флэш, назвавший Барду Большой Бертой, предлагает им свою помощь, и втроем они штурмуют тюрьму Вирмана Вандабара и освобождают пленника. Ни одна из сторон договор не выполнила — Бабуля все равно намерена убить Оберона, а герои привели вместо Калибака замаскированного в него марсианина, он прочитал её мысли и указал Флэшу, где пленен Оберон. Калибак же просто сменил одну тюрьму на другую и теперь находится на Земле. |                        |                        |
| 68 | Санкция Думсдэя        | The Doomsday Sanction  |
| Лига эвакуирует людей с острова Сан-Бакуэро, на котором начинается извержение вулкана. Бэтмен устраивает личный разговор с Амандой Уоллер, чтобы выяснить, почему она против Лиги, и получает ответ — правительство боится повторения ситуации, произошедшей в параллельном мире с Лордами Правосудия. Поэтому секретная правительственная организация Кадмус ориентирована на защиту человечества от тех, кто наделен сверхспособностями. При обсуждении проектов совет Кадмуса увольняет профессора Майло, и, в стремлении отомстить, тот освобождает заточенного на базе Думсдэя, который уже восстановился после схватки с Суперменом из параллельного мира. Профессор пытается объяснить монстру истинное положение дел — настоящий Супермен не виноват, виной всему Кадмус, сначала создавший Думсдэя, а затем пытавшийся избавиться. Майло освобождает чудовище, однако тут же погибает от его рук. Думсдэй совершенно не намерен атаковать Кадмус, но спешит расправиться с Суперменом. Когда между ними завязывается бой у вулкана, генерал Айленг (участник Кадмуса) направляет на остров ядерную ракету, начиненную криптонитом, чтобы покончить одновременно с Суперменом, Думсдэем и населенным пунктом, нечистым по теме оборота наркотиков. Бэтмен останавливает ракету, используя шатл джавелин, а побежденное чудовище Лига отправляет в фантомную зону. Бэтмена терзает вопрос, не могут ли они в самом деле стать такими, как Лорды Правосудия. Супермен старается его обнадёжить, утверждая, что в этом плане не стоит беспокоиться за Лигу. А после этого Лютора показывают в эфире. |                        |                        |
| 69 | Спецотряд Икс          | Task Force X           |
| Правительство собирает команду из четырёх профессиональных диверсантов, не супергероев, просто людей. Есть четкий план, выверенный до секунды. Отряд проникает на базу Лиги Справедливости под видом работников станции, повреждает реактор с целью отвлечения команды и под шумок захватывает Уничтожителя, големоподобное оружие, отнятое у Ареса. План удается, трое из четверых диверсантов уходят через телепорт станции, одну арестовывают герои. Итоги дня ставят перед Лигой вопрос — как теперь доверять персоналу станции… |                        |                        |
| 70 | Баланс                 | The Balance            |
| Тала по заказу военных пытается убрать недостаток Уничтожителя — работать лишь в ситуациях, где проявляется ненависть. Но в ритуал вмешивается дух Феликса Фауста (отсылка к событиям 1 сезона Justice League, 10-11 серии), который когда-то был учителем Талы. Он заточает волшебницу в зеркале, а сам вселяется в божественное оружие и отправляется отомстить Хейтсу, повелителю Тартара. Проход туда лежит через Темискиру. Гермес является к Чудо-женщине и передает ей поручение Зевса вмешаться. Вместе с Орлицей они отправляются в Тартар, чтобы восстановить баланс порядка и хаоса. Демоны боятся оказывать сопротивление, приняв Шаеру за ангела. Фауста они находят погруженным в чтение в бесценной библиотеке Хейтса, выясняется, что бог предоставил ему книги в обмен на милость, но колдун свою сторону договора не сдержал и обрек властителя подземного мира на пытки, подобные тем, что выпали на долю Прометея. Героини освобождают Хейтса, поджигают библиотеку и побеждают Уничтожитель антимагической булавой Шаеры. Хейтс объясняет Диане, что является в некотором смысле её отцом — когда-то он и Ипполита слепили дочь из глины вместе. |                        |                        |
| 71 | Двойное Свидание       | Double Date            |
| Ночная Охотница пытается уничтожить бандита Мандрагору, ведь в детстве он убил её родителей, которые, впрочем, тоже были нечисты на руку. За попытку самосуда Дж’онн отстраняет нарушителя из Лиги, но она просит Вопроса помочь найти злодея. Тем временем он находится под защитой следствия и может вывести на множество других преступников. Зелёная Стрела и Канарейка обеспечивают безопасность на допросе в тайном доме Мандрагоры, поэтому им приходится сразиться с Вопросом и Охотницей, прибывшими на место. А пока они разбираются, Мандрагора благополучно сбегает, к счастью Вопрос находит куда — в грузовой порт. Все четыре героя прибывают туда, но вместо разгадки коварного плана обнаруживают, что бандит всего-навсего ждал корабль со своим маленьким сыном. У Охотницы была возможность совершить действительно страшную месть, убив негодяя на глазах сына, но она его только оглушила и отдала полиции. Вопрос, оказывается, всё время знал планы Мандрагоры, но помогал Охотнице из личной симпатии. |                        |                        |
| 72 | Столкновение           | Clash                  |
| Едва вступивший в Лигу Капитан Марвел неосторожно роняет в интервью фразу о том, что заслугой героев является нравственное преображение Лютора, журналисты тут же трактуют это в газетах так, будто Марвел поддерживает кандидатуру Лекса на выборах. Это вызывает гнев Супермена, который слишком хорошо знает Лютора. А тот тем временем заканчивает строительство Лексора — городского района для 30 тысяч малообеспеченных граждан. Однако на церемонии открытия Супермен обнаруживает под городом нечто, как ему кажется — бомбу. Он разгоняет собравшихся и торопится уничтожить её, Лекс же говорит, что это генератор дешевой энергии и опасен разве что самому Супермену, так как работает на криптоните. Разбираться некогда, на устройстве тикает таймер, но капитан Марвел склонен людям верить и считает агрессивное поведение Супермена недопустимым. Между ними завязывается драка, в которой они ровняют с землей почти весь район. Устройство в итоге уничтожено, но оно оказалось как раз генератором энергии. Лекс добавил рейтинга в глазах народа, Супермен себя дискредитировал, а капитан Марвел разочаровался в героях и ушел из Лиги. |                        |                        |
| 73 | Время охоты            | Hunter’s Moon          |
| Инопланетный корабль вызывает Лигу Справедливости на помощь. Пилот утверждает, что команда застряла на дикой планете в шахте с куском руды, напоминающей танагарианский сплав железа. Орлица вызывается помочь. С ней летят Мари Виксен и ковбой Виджеленти. На месте они обнаруживают засаду, устроенную танагарианцами, их джавелин уничтожают. Выясняется, что война с горданианцами была проиграна, так как гиперпространственный мост через Землю не был построен. Командир Хро Талак погиб, героически сражаясь. Теперь остатки его отряда хотят отомстить Шаере за предательство родины. Орлица чувствует себя виноватой и собирается добровольно сдаться в плен, но Виксен и ковбой напоминают ей, что своих не бросают. Виксен и Орлице приходится подружиться. Герои побеждают и возвращаются на станцию на корабле танагарианцев. |                        |                        |
| 74 | В Поисках Правды       | Question Authority     |
| Генерал Айленг восстанавливает Капитана Атома на службу, приписывая его в подчиненные Кадмуса. Вопрос по заданию Бэтмена проникает в филиал Кадмуса вместе с Охотницей и копирует данные, чтобы подтвердить подозрения насчет связи Кадмуса и Лютора. Просидев дни над компьютером, он узнает о том, что произошло в параллельной реальности и всё связано, и скоро повторится в настоящем. Вопрос устраивает тайный разговор с Суперменом, в котором высказывает крайнее недоверие, видит параллели между поведением Человека из Стали того и этого мира, предрекает гибель Флэша, пришествие Лютора к власти и его смерть и в дальнейшем — войну между Лигой и правительством. Чтобы не допустить такого развития событий, Вопрос приходит к Лексу, чтобы убить его лично, однако Лекс сильно изменился — он не только исцелился от рака, но и приобрел необычную для человека физическую силу. Он побеждает Вопроса и отдает в Кадмус, где его подвергают пыткам. Супермен и Охотница проникают на базу и освобождают узника, но Капитану Атому приказано их остановить. |                        |                        |
| 75 | Предел                 | Flashpoint             |
| Супермен побеждает Капитана Атома и забирает его на базу Лиги Справедливости. В команде зреет напряжение — герои не знают, как противостоять Кадмусу и не допустить пришествие Лютора к власти, никого при этом не убивая и не разрушив свою репутацию. Супермен пребывает в гневе, Зелёная Стрела почти разделяет мнение, что у людей должна быть сила, способная в крайнем случае противостоять героям, Флэш, как и отведено ему ролью, пытается всех успокоить. Между тем Лекс взламывает компьютер станции Лиги и производит выстрел из космической пушки, удар приходится в самый центр Кадмуса, а также вызывает сильные разрушения в городе. Герои разгребают завалы и эвакуируют людей, но уже не встречают прежнего доверия общественности. Слова недоверия высказывает и президент, но пока не торопится принимать сотрудничество Кадмуса, который успел эвакуировать весь состав. Аманда Уоллер принимает решение задействовать Галатею (клона Супергёрл) и дает ей в распоряжение целую армию Ультименов. |                        |                        |
| 76 | Паника в Небе          | Panic in the Sky       |
| Никто не верит Лиге. Основатели Лиги Справедливости не знают как выйти из положения и сдаются властям на время проведения расследования. Только Бэтмен не соглашается. Пока младший состав героев восстанавливает энергоснабжение станции и связь, Аманда Уоллер посылает на космическую башню Лиги Галатею с армией Ультименов. Пока герои сражаются на станции с ними, а Галатея пытается перегрузить реактор и уничтожить все сооружение, Бэтмен является к Аманде и убеждает её, что выстрел произвел Лекс. Она проверяет данные и в итоге пытается отменить операцию, но Галатея, движимая соперничеством с Супергёрл, не слушает. Каре с трудом удается остановить свой клон высоковольтным кабелем. Тем временем Лекс заканчивает разработку проекта, над которым тайно работал все последнее время, отвлекая общественность своей президентской кампанией — он создал нового андроида по технологии Амэйзо и планирует переписать свою личность в него. Но Уоллер, наконец осознавшая в Люторе врага, уничтожает андроидное тело, прибывает на место и освобожденная ей Лига. Однако на глазах у всех Лютор превращается в нечто иное, и в его искаженном биомеханическом теле Супермен узнает Брейниака. |                        |                        |
| 77 | Падшие                 | Divided We Fall        |
| Брейниак рассказывает Лютору и Лиге о том моменте, когда он вселился в Лекса. А также о своих намерениях уничтожить Землю. Завязывает бой, в котором Брейниак/Лютор отступает и является в Кадмус, где поглощает нанотехнологию Тёмное Сердце. Их совместный план теперь заключается не иначе как в переустройстве Вселенной по своему желанию. Воплощение планов чудовище начинает с постройки в Вашингтоне, способной быстро поглощать информацию, а прибывших героев отвлекает, заставляя сражаться с механическими копиями Лордов Правосудия. Чудо-женщина разрушает постройку, сбросив на неё джавелин. Лютор пытается казнить Флэша и исполнить таким образом предначертанное, но тот, используя пределы своих возможностей, рвет механическое тело Брейниака на части, из-за чего сам едва не погибает. Супермен перед толпой на площади признается в том, что команда вела свою политику борьбы, допустив множество ошибок, и собирается распустить Лигу. Но Зелёная Стрела произносит трогательную речь, и в итоге решено команду оставить, внеся ряд изменений. Одним из них является перенесение базы на Землю. |                        |                        |
| 78 | Эпилог                 | Epilogue               |
| Через 65 лет многое изменилось. Новый Бэтмен, Терри Макгиннис, обнаруживает, что является клоном Брюса Уэйна, это приводит его в бешенство, и он отправляется за разъяснением к уже очень старой Аманде Уоллер. Там он узнает, что именно она создала его, для этого переписала геном отца Уоррена на Брюса наномашинами. Таким образом он не клон Уэйна, а сын. Аманда сделала это, потому что «Миру нужен Бэтмен», и Терри заново принимает свою судьбу. |                        |                        |

### Сезон 3 (2006)
| # | Название              | Оригинальное название     |
| 79 | Я Легион              | I Am Legion               |
| --- | --------------------- | ------------------------- |
| Лекс Лютор пытается бежать из тюрьмы, ему помогает Ключ и приводит его к горилле Гродду, который организовал новую команду суперзлодеев — Тайное Общество. Гродд обещает Лютору последний осколок Брейниака в обмен на участие в организации. Вновь слиться с Брейниаком стало для Лекса навязчивой идее, ведь это путь к всемогуществу. Лютор берет с собой Ключа и Доктора Полариса и отправляется на выполнение первого задания за копьем на остров, полный смертельных ловушек. Там его встречает Орлица, Флэш и старый солдат, который служил когда-то на острове. Но им не удается остановить Лекса Лютора. |                       |                           |
| 80 | Тень Ястреба          | Shadow Of The Hawk        |
| Археолог Картер Холл уже давно следит за Орлицей. В Египте, где он работал большую часть времени, им были сделаны большие открытия. Бэтмен и Джон Стюарт пытаются уговорить Орлицу не ходить с ним на свидание и уж тем более не ездить на место раскопок в гробницу. Шаера их не слушает. Картер признаётся Орлице в том, что они реинкарнация любовников с Танагара, явившихся на землю 8 тысяч лет назад. Он нашёл танагарианский артефакт Абсорбакрон, который дал ему воспоминания Катара Хола, и убеждает Орлицу использовать артефакт для получения таких же воспоминаний. Но она не воспринимает это всерьёз, потому что Абсорбакрон всего лишь устанавливает телепатическую связь с танагарианцами, и Картер и Шаера не имеют никакого отношения к любовникам. На них нападает тень, но Бэтмен, который следовал за ними, побеждает её, а Шаера спасает Картера из разрушающейся гробницы ценой Абсорбакрона. Она решает не продолжать с ним отношения. |                       |                           |
| 81 | Хаос в Центре Земли   | Chaos At The Earth’s Core |
| Некоторые члены Лиги Справедливости были на выполнении задания, после чего чудом попали в загадочный город в центре земли под названием Скартерос. Старгёрл и Супергёрл всё время ссорились. Но, попав в город, Супергёрл теряет свою силу, и Старгёрл приходится её защищать. Жители города во главе с Морганом просят помощи у супергероев, так как их армии не достаточно, чтобы защитить великий магический камень-криптонит гигантского размера, который сокрыт в горах. Колдун Деймос охотится за ним и помощь ему оказывают Серебряная Банши и Металло. После победы над колдуном Лига пытается выяснить для чего им нужен был камень, но Металло не успевает рассказать, так как кто-то, телепатически воздействуя, заставляет его замолчать. Лига Справедливости, с согласия Моргана, навсегда запечатывают вход-портал в город. |                       |                           |
| 82 | На Другой Берег       | To Another Shore          |
| Из-за глобального потепления началось таяние ледников, что помогло людям отыскать корабль викингов. Гродд тем временем с Лексом Лютором и их командой злодеев строят планы как захватить этот корабль и узнать тайну бессмертия принца викингов, замерзшего на судне. Дж’онн Дж’онзз телепатически подключается к подсознанию Гиганты, но она теряет сознание прежде, чам марсианин получает достаточное количество информации. То же самое ранее было и с Металло. Лига выигрывает эту схватку и отправляет корабль на Солнце. Марсианский Охотник уходит на неопределённое время из Лиги Справедливости и собирается в человеческом обличии жить среди людей, пока не найдёт способа приобщиться к человечеству и узнать то, что ему нужно. Стихи про "мучительную быль", которые читает Диана, косвенно доказывают, что скорее всего он ушёл искать новую любовь и создавать новую семью. Его уход - скорбная плата Лиге Справедливости, выражение невозможности повторно обрести счастье в чужом для себя мире. |                       |                           |
| 83 | День Флэша            | Flash And Substance       |
| В Централ-Сити знаменательный день для Флэша. Открытие музея его имени. И именно в этот день четвёрка злодеев (Трикстер, Капитан Бумеранг, Капитан Холод и Зеркальщик), давно точившая зуб на Флэша, намеревается его убить. Но Флэш вместе с Бэтменом и Орионом побеждают их. |                       |                           |
| 84 | Смертельный Расчет    | Dead Reckoning            |
| Бостон Бэнд или Мертвец появляется в Нанде Парбэт для того, чтобы узнать у своего учителя, что ему нужно сделать, чтобы его душа очистилась. Но в этот момент приходит команда злодеев Гродда и они крадут Сердце Нанды Парбэт. Сразу после этого они направляются в Город Горилл, чтобы осуществить задуманное Гроддом. Но Мертвец находит Лигу Справедливости и просит их помочь. Лига отправляется в Город Горилл на помощь и срывает план Гродда. Лекс Лютор выстрелом лишает Гродда сознания и встаёт во главе их преступной группировки. Но после убийства Мертвецом злодея в мире больше нет баланса. И поэтому душа Бостона Бэнда ещё должна оставаться на земле. |                       |                           |
| 85 | Патриотический Акт    | Patriot Act               |
| Генерал Айленг после увольнения из Кадмуса всё ещё не верит Лиге Справедливости и пытается переубедить Аманду Уоллер и доказать, что нужно защитить людей от Лиги. Но Аманда теперь на стороне добра и полностью доверяет Лиге. Отчаявшись, Айленг проникает на станцию Кадмуса и крадет секретное оружие — пробирку с жидкостью, которая дает человеку суперсилу. В день праздничного шествия по городу во имя Супермена уже сильно изменившийся генерал нападает на демонстрантов Лиги Справедливости. Он убеждён, что простых людей нужно защитить от тех, кто наделен нечеловеческой силой. Ряд героев безуспешно сражается с ним и терпит поражение, но ирония ситуации заключается в том, что все противостоявшие ему, были из числа тех, кто суперсилой не обладает. И тогда своё слово говорит народ — «Сколько нас должно погибнуть, чтобы мы, наконец, были в безопасности?». Айленг признает идейное поражение и уходит. |                       |                           |
| 86 | Промывка мозгов       | The Great Brain Robbery   |
| В результате двух психико-технологических экспериментов, одновременно проводимых в штабе Лиги и в логове синдиката, Лекс Лютор и Флэш меняются телами. Используя способности Флэша, Лекс начинает незамедлительно громить штаб Лиги, в то время как Флэш в его теле старается проявлять находчивость и некоторое время остаётся на базе злодеев неузнанным. |                       |                           |
| 87 | Соревнования поневоле | Grudge Match              |
| Рулетка — хозяйка клуба боев без правил — обращается к Лексу с просьбой выделить ей новых бойцов для ринга. Лекс не просто соглашается, он взламывает часть передатчиков Лиги и гипнотизирует ряд женщин-героев, заставляя их против воли принимать участие в ужасном чемпионате. |                       |                           |
| 88 | Далеко от дома        | Far From Home             |
| Супергёрл, Фонарь и Зелёная Стрела попадают в будущее, где становятся невольными участниками противостояния героев того времени. Они встречают юного Брейниака 5, являющегося потомком известного антагониста, однако он — положительный герой. Их миссию омрачает знание об архивной записи, в которой говорится, что только двое из трех героев вернулись. Восстановив справедливость, Стрела и Фонарь возвращаются в своё время, но Кара влюбляется в Брейниака и остается с ним в будущем. |                       |                           |
| 89 | Древняя история       | Ancient History           |
| Джон Стюарт снова встречает Человека-ястреба, это становится поводом для беспокойства, что он и дальше будет преследовать Шаеру, о чём он её и предупреждает. Однако вскоре беда приходит, откуда не ждали — Джона атакует и похищает неизвестный ранее противник, наполовину плотная тень, кажущаяся неуязвимой. Затем он также пленит Шаеру и Человека-ястреба и заставляет их всех прикоснуться к танагарианскому устройству Абсорбакрон, который ему удалось спасти при разрушении святыни. Прикоснувшись, они все узнают, что случилось 8000 лет назад: В прошлой жизни Картер Холл (Человек-ястреб) и Шаера попали на Землю и основали развитую праегипетскую цивилизацию, они правили как цари и боги, достаточно прогрессивно, но не без экспансии. Картер долгое время отказывался подарить Шаере ребёнка, так как был вечно занят завоеваниями. Тогда она нашла любовника в лице воеводы Башари. Картер узнал об этом и в гневе проронил слова о том, что желает их смерти. Услужливый визирь слышал это и отравил обоих вином у любовного ложа. Увидев их мёртвыми, Картер раскаялся и отравился сам. Теперь в настоящем Лорд Тень объясняет Картеру, что является воплощением его темных желаний, материализованных Абсорбакроном, и делает все, о чём тот в тайне мечтает. И поскольку Ястреб хочет вернуть Шаеру, Тень дает ему возможность это сделать, убрав последнее препятствие — Джона. Но Ястреб справляется со своими страстями и уничтожает Тень. Серия подводит итоги, что любовные отношения героев складываются крайне некрасиво: Шаера и Ястреб окончательно расстаются, Джон также объясняет, что не вернётся к ней, даже несмотря на то, что, побывав в будущем, видел их общего сына. Это ставит перед зрителем вопрос — откуда тогда впоследствии возьмется Боевой Ястреб? Орлица просит рассказать о её сыне того, кто видел и знает не меньше, чем Зелёный Фонарь, — Бэтмена. |                       |                           |
| 90 | Живой                 | Alive                     |
| Лекс Лютор по-прежнему безуспешно пытается восстановить Брейниака, чтобы соединиться с ним и стать божеством. Очевидно, что последний осколок испортил Гродд, однако, с помощью Талы, Лекс узнает, что есть и другие части, но находятся они в далеком космосе, в секторе, близкому к планете Апокалипсис (отсылка к событиям начала 2 сезона Justice League). Он перестраивает базу в космический корабль и отправляется к месту поисков. Однако космические планы Лекса сильно беспокоят команду. Что будет с ними и Землей, когда он получит абсолютную силу? Тала освобождает Гродда, и на корабле происходит бунт под его предводительством, общество злодеев разделяется на две группы. В результате сражения побеждает сторона Лютора, Гродд погибает, будучи выброшенным в открытый космос, а также погибает половина злодеев. Используя магию плененной Талы, Лекс собирает космический мусор, высвобождая из него информацию о погибшем боге, однако из камеры воскрешенным выходит не Брейниак, а Дарксайд. Вернувшись на Апокалипсис и остановив междоусобицу, Дарксайд готовит план уничтожения Земли, и это только ради того, чтобы отомстить Супермену. Оставшаяся часть преступников, спасенная Синестро, приходит в штаб-квартиру Лиги в открытую, чтобы объявить о возникновении общей проблемы. |                       |                           |
| 91 | Разрушитель           | Destroyer                 |
| Объединённая команда героев и злодеев вместе борется против армии Апокалипсиса, вторгшейся на Землю. Супермен сражается с Дарксайдом лично. В битве принимает участие марсианин Дж’онн, не появлявшийся в Лиге долгое время. Тем временем, загадочный странник Метрон провожает Лекса в тонкую реальность к стене знаний, откуда тот возвращается с единственным, в чём нуждается Дарксайд — Уравнение антижизни. Лютор передает Уравнение Дарксайду, и оба они исчезают, после чего армия агрессоров начинает отступать. Таким образом члены Лиги Справедливости не были причастны к исчезновению Лекса Лютора и не уподобились ему, в отличие от своих двойников, Лордов Правосудия. Герои выражают сомнение, что оба антагониста погибли, и готовы однажды встретить их вновь. В благодарность за помощь злодеям дают 5 минут на то, чтобы уйти. |                       |                           |